# Aleksandr Grisjtsjoek

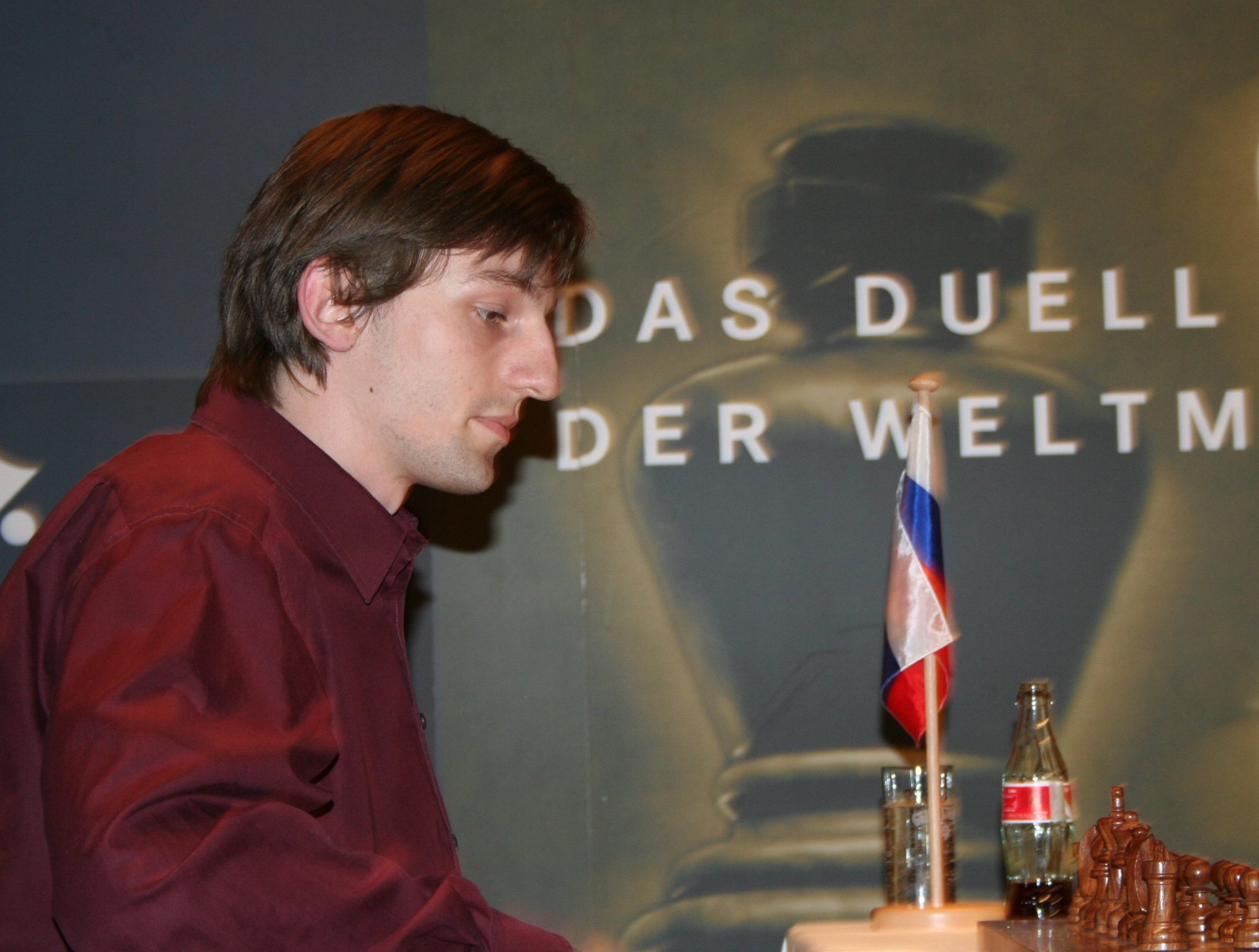
Aleksandr Grisjtsjoek

Aleksandr Igorevitsj Grisjtsjoek (Russisch: Александр Игоревич Грищук) (Moskou, 31 oktober 1983) is een Russische schaker. Hij is een grootmeester.

## Jeugd

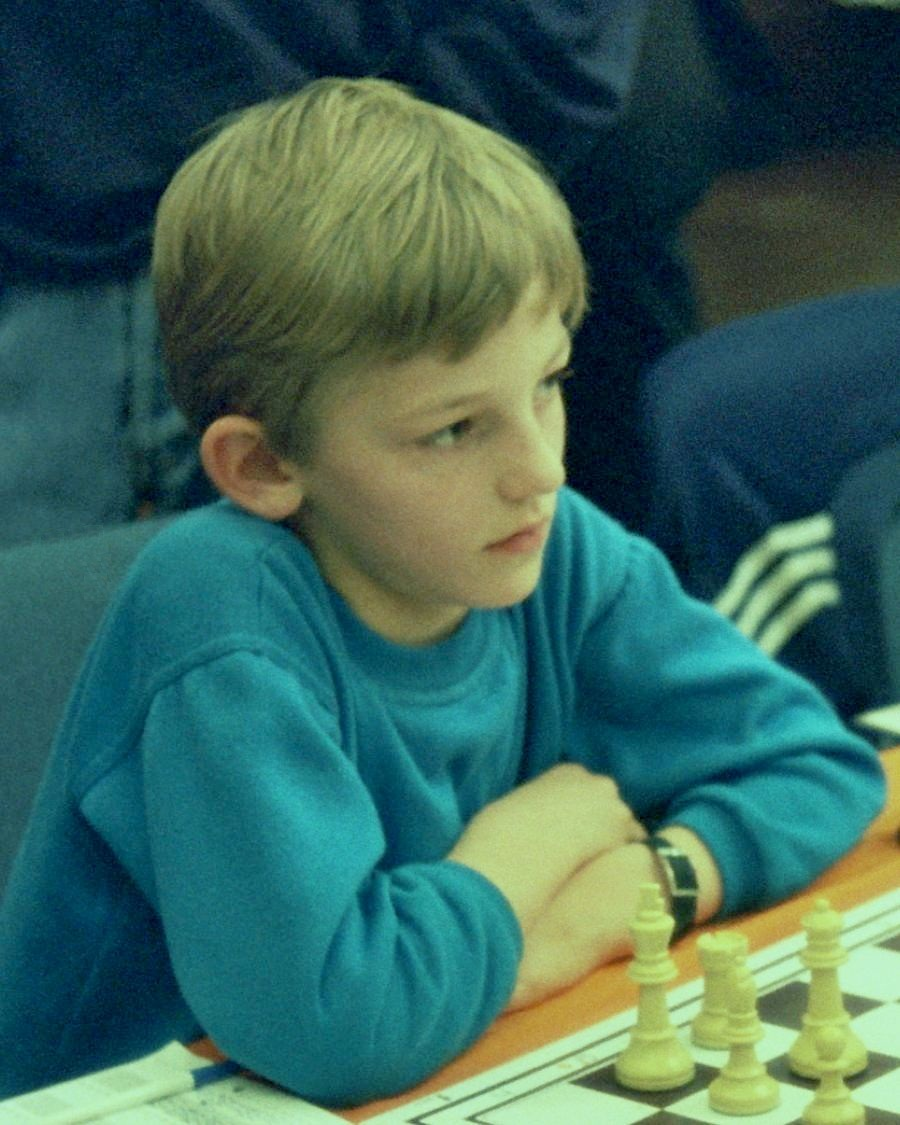
Aleksandr Grisjtsjoek, 1992 in Duisburg,
2e op het wereldkampioenschap, categorie tot 10 jaar

Grisjtsjoek komt uit een familie van intellectuelen, zijn ouders zijn natuurkundigen. In 1992 nam hij deel aan het wereldkampioenschap voor junioren in de categorie tot 10 jaar, in Duisburg; hij eindigde als tweede, na Luke McShane. Ook speelde hij in diverse andere belangrijke nationale en internationale jeugtoernooien; bijvoorbeeld in 1995 in Verdun werd hij zesde in de categorie tot 12 jaar bij de Europese jeugdkampioenschappen. Al in 1998 speelde hij mee in het nationaal Russisch kampioenschap voor volwassenen; hij behaalde 5 pt. uit 11.
In 1999 won hij de Tsjigorin-Memorial in Sint-Petersburg en nomineerde hij zich voor het nationale Russische team; met dit team nam hij deel aan Europees schaakkampioenschap voor landenteams in Batoemi (6 pt. uit 9). In 2000 verleende de FIDE hem de grootmeestertitel. Eveneens in 2000 bereikte hij de halve finale van het FIDE-Wereldkampioenschap schaken in New Delhi, waar hij verloor van Aleksej Sjirov. Op de Schaakolympiade in Istanboel behaalde hij 7.5 pt. uit 10 partijen. Hij studeerde aan de sporthogeschool in Moskou.
In 2001 nam hij deel aan het toernooi in Linares, en werd gedeeld tweede (winnaar werd Gary Kasparov).

## Persoonlijk leven
Grisjtsjoek is getrouwd met de Oekraïense GM Natalja Zjoekova. Het echtpaar heeft een dochter en woont in Odessa en Moskou.
Grisjtsjoek is ook een goede pokerspeler, die zowel aan toernooien deelneemt als  online speelt. Zijn favoriete varianten zijn Omaha Hold’em en Texas Hold 'em.

## Resultaten
- In 2002 werd hij in Wijk aan Zee tweede na Jevgeni Barejev en werd hij gedeeld eerste bij het Aeroflot Open in Moskou.

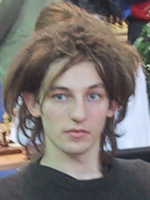
Aleksandr Grisjtsjoek

- In het wereldkampioenschap 2004 bereikte hij de kwartfinales, waar hij in de rapidpartijen met 3-1 verloor van de uiteindelijke kampioen Rustam Kasimdzjanov.
- Hij nam deel aan het toernooi om het kampioenschap van Rusland dat in de herfst van 2004 verspeeld werd en eindigde met 6 uit 10 op de tweede plaats. Garri Kasparov werd kampioen met 7.5 punt terwijl Aleksej Drejev met 5.5 punt derde werd.
- Grisjtsjoek nam ook deel aan de 36e Schaakolympiade die in oktober 2004 in Calvia plaatsvond. Het Russische team eindigde als tweede.
- Eveneens in 2004 won hij het elitetoernooi in Poikovski samen met Sergej Roebljovski.
- Van 31 oktober tot en met 11 november 2005 speelde Grisjtsjoek mee in het Wereldkampioenschap schaken voor landenteams dat in Beër Sjeva verspeeld werd. Het Russische team werd met 22 punten kampioen.
- Grisjtsjoek eindigde in de top 10 van de FIDE Wereldbeker in 2005, waardoor hij zich kwalificeerde voor het kandidatentoernooi in 2007, gehouden in Elista (Rusland). Hij won van Malachov en van Sergej Roebljovski, waardoor hij een van de acht was die mochten deelnemen aan het FIDE-toernooi om het wereldkampioenschap in 2007. In dat toernooi scoorde hij 5.5 pt. uit 14, en eindigde als laatste.

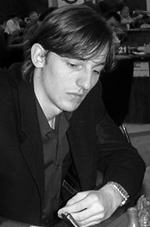
Aleksandr Grisjtsjoek

- In maart 2009 won hij het Linares-toernooi met 8 pt. uit 14, dankzij winst op Vasyl Ivantsjoek in de tie-break.
- In december 2009 won Grisjtsjoek het nationale kampioenschap van Rusland[2] met 6.5 pt. uit 9.
- In 2010 werd hij tweede in Linares, achter Veselin Topalov.
- Grisjtsjoek werd derde in de FIDE Grand Prix 2008-2010, waardoor hij zich kandideerde als eerste reserve voor het kandidatentoernooi voorbereidend op het wereldkampioenschap 2012. Toen Magnus Carlsen zich terugtrok voor het kandidatentoernooi, werd Grisjtsjoek in zijn plaats deelnemer aan het toernooi[3]. In het kandidatentoernooi won hij in de eerste ronde van Levon Aronian (2–2, gevolgd door 2.5–1.5 in rapid-partijen). Vervolgens, in de halve finales, speelde hij tegen voormalig wereldkampioen Vladimir Kramnik. Zowel alle reguliere als alle rapid partijen eindigden in remise. De blitz-partijen werden vervolgens met 1.5–0.5 gewonnen door Grisjtsjoek. In de finale speelde hij tegen Boris Gelfand om het recht in 2012 de uitdager te mogen worden Viswanathan Anand. Na 5 remises won Gelfand de laatste partij, en dus de match met 3.5–2.5.
- In 2011 werd hij tweede in de FIDE World Cup 2011. Hij verwierf zich daarmee het recht mee te spelen in het kandidatentoernooi in 2013 in Londen. Hij werd daar gedeeld 5e/6e.
- In juni 2014 eindigde hij met 5 uit 9 als derde bij het 'Norway Chess' toernooi in Stavanger.
- In 2019 won hij met Rusland het Wereldkampioenschap schaken voor landenteams.

## Blitzschaker
Grisjtsjoek staat bekend als een van de beste blitzspelers ter wereld; hij was eens de houder van de hoogste rating ooit in de Internet Chess Club. 
- Bij de snelschaak Grand Prix in Dubai 2002 eindigde hij als tweede na Péter Lékó.
- In september 2006 won hij het wereldkampioenschap blitz in Rishon Lezion (Israël) met 10.5 pt. uit 15, na tie-break met Pjotr Svidler.
- In augustus 2007 won hij het sterk bezette kampioenschap blitz-schaken (Moskou) met 17 pt. uit 19.
- Zijn tweede  wereldkampioenschap blitz won hij in 2012 (Nur-Sultan, Kazachstan) met 20 pt. uit 30.[4] Bij het wereldkampioenschap snelschaken werd hij vijfde.

## Partij
In deze partij, gespeeld in 2001, verplettert Grisjtsjoek (wit) een van de topspelers in de wereld, Jevgeni Barejev (zwart), in slechts zeventien zetten:
1. e4 e6 2. d4 d5 3. e5 c5 4. c3 Pc6 5. Pf3 Ph6 6. Ld3 cxd4 7. Lxh6 gxh6 8. cxd4 Ld7 9. Pc3 Db6 10. Lb5 Tg8 11. 0-0 Pxe5 12. Pxe5 Lxb5 13. Dh5 Tg7 14. Tfe1 Td8 15. Pxb5 Dxb5 16. Pxf7 Txf7 17. Txe6+ 1–0
Een mogelijke voortzetting van de partij zou zijn: 17. ... Le7 18. Txe7+ Kxe7 19. Te1+ Kd6 20. Dxf7